# Woolsthorpe-by-Colsterworth
Woolsthorpe-by-Colsterworth est un hameau du comté du Lincolnshire en Angleterre. Celui-ci est situé à 170 kilomètres de Londres et à 1 kilomètre à l’ouest de l’autoroute A1.
Le hameau est mieux connu sous le nom du village natal d’Isaac Newton. On y trouve le manoir où il est né et qui est aujourd'hui administré par le National Trust.